# ペドロ・デ・ラ・ロサ
ペドロ・マルティネス・デ・ラ・ロサ（Pedro Martínez de la Rosa, 1971年2月24日 - ）は、スペイン人の元レーシングドライバー。1997年のフォーミュラ・ニッポン総合王者。現アストンマーティンF1・チームアンバサダー。現役時代のフジテレビF1中継でのニックネームは「スパニッシュ侍」。数少ない40代F1ドライバーの一人でもあった。

## フォーミュラ・ニッポン時代まで
デ・ラ・ロサの初期キャリアは、他の多くのF1ドライバーたちと異なるものだった。まず彼は1983年から1987年にかけて1:8オフロードRCカーの世界で活躍し、1983年と1984年にヨーロッパRCカーオフロード選手権で優勝。その後も上位の成績を残し、1986年には準優勝を果たした。
彼がレーシングカートを始めたのは1988年、17歳のときだった。これは比較的遅い年齢でのカートデビューであるが、走り始めるとすぐにスペイン自動車連盟のスカラシップ「オフェンシバ・ウノ」の援助を受け、フォーミュラ・フィアット・ウノ・スペイン選手権にステップアップ。翌1989年には全7戦のうち2勝に加え3度の表彰台を獲得し、同選手権で総合優勝した。その後、1990年から1991年のあいだはスペイン、1992年からイギリスに渡りキャリアを積んだ。それぞれ1990年にはスペインのフォーミュラ・フォード1600選手権で総合優勝、1992年にはイギリスのフォーミュラ・ルノー選手権で総合優勝を獲得。このタイトル獲得により1993年から名門ウェスト・サリー・レーシングの一員となりイギリスF3にステップアップ、ランキング6位に入る。しかし1994年に古巣のレーシングforスペインチームに復帰すると成績が落ち込み同シリーズランキング19位に沈んだ。

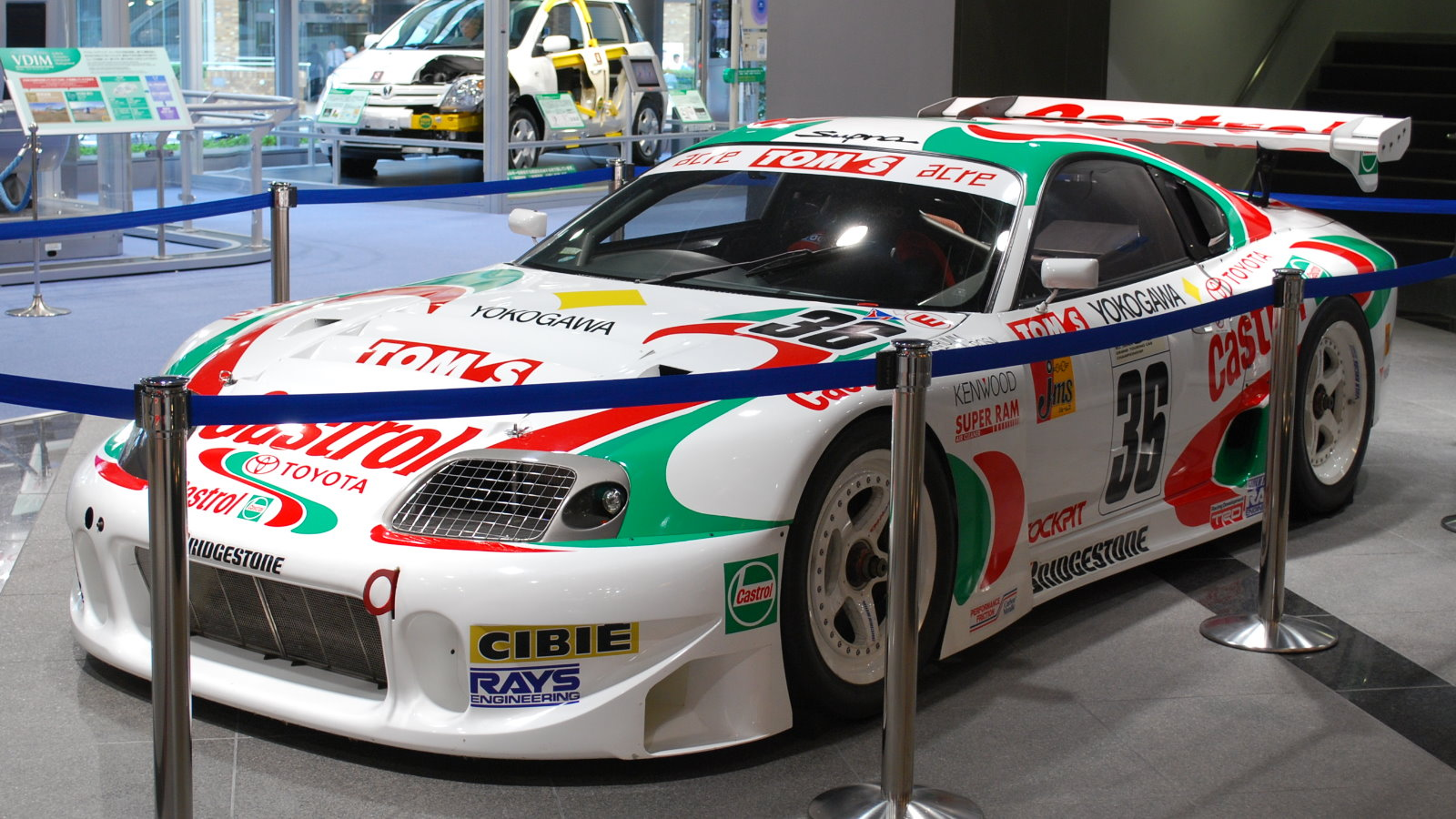
デ・ラ・ロサが操縦していたGT500スープラ。

1995年に来日し、日本でのレーシングキャリアが始まる。全日本F3選手権にトムスから参戦し、9戦中8勝を挙げる圧勝でシリーズチャンピオンを獲得。翌1996年にフォーミュラ・ニッポンと全日本GT選手権にステップアップした。フォーミュラ・ニッポンでは森脇基恭率いるノバエンジニアリングに加入し、ラルフ・シューマッハ、ノルベルト・フォンタナ、高木虎之介、中野信治ら次期F1予備軍と競いあった。全日本GT選手権ではカストロール・トムスチームでGT500クラスのスープラをドライブした。
1997年にはフォーミュラ・ニッポンで全戦表彰台に上がり、シーズン6勝を上げてシリーズチャンピオンを獲得した。全日本GT選手権ではミハエル・クルムとのコンビで2勝を挙げ、こちらもシリーズチャンピオンを獲得し日本トップカテゴリー二冠王となった。このことからついた彼の愛称の一つが「NIPPON-ICHI（日本一）」である。なお、日本で活動していた3年間はレースごとに日本を訪れるのではなく、日本に居住し転戦していた。この時期を自身では「日本は僕の第二の故郷のようなもので、F1にステップアップすることができたのは日本での3年間のおかげだ。素晴らしい3シーズンにはとても感謝している」と語っている。

## F1時代

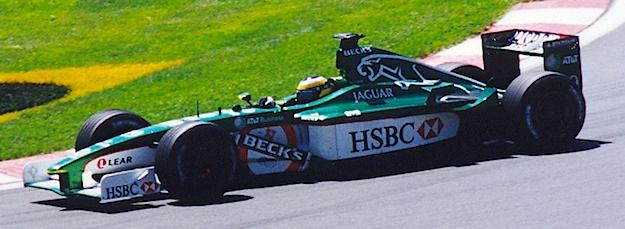
ジャガーのマシンを駆るデ・ラ・ロサ。（2001年カナダGP。）

1998年、ジョーダンでテストドライバーを務めた後、1999年にアロウズからF1にデビュー。チームメイトはフォーミュラ・ニッポンでのライバルでもあった高木虎之介だった。マシンの戦闘力は低く高木共々苦しい戦いを強いられたが、デ・ラ・ロサはデビュー戦となる開幕戦オーストラリアGPで6位入賞し、同年チーム唯一となる1ポイントを獲得した。
翌2000年もアロウズから出走し、ストレートスピードに優れたアロウズ・A21を駆りニュルブルクリンクで開催されたヨーロッパGPとホッケンハイムリンクで開催されたドイツGPのそれぞれで6位入賞し、計2ポイントを獲得した。オーストリアGPではリタイアするまで3位を走行した。しかしマシンの信頼性不足によるリタイアが多く、同年の完走率はフル参戦ドライバー中最下位だった。
2001年はプロスト・グランプリのテストドライバーとしてシーズンを迎えたが、途中、第5戦スペインGPからルチアーノ・ブルティの後任としてジャガーのレギュラーシートを獲得。同年はカナダGPとイタリアGPでポイントを獲得した。
2002年もジャガーに残留したが一度も入賞できず、チームメイトのエディ・アーバインに差をつけられたこともあり、同年を最後にF1レギュラーシートを失った。シーズン終盤になると翌年に向けてロン・デニスよりマクラーレンのテストドライバー就任のオファーを受ける。

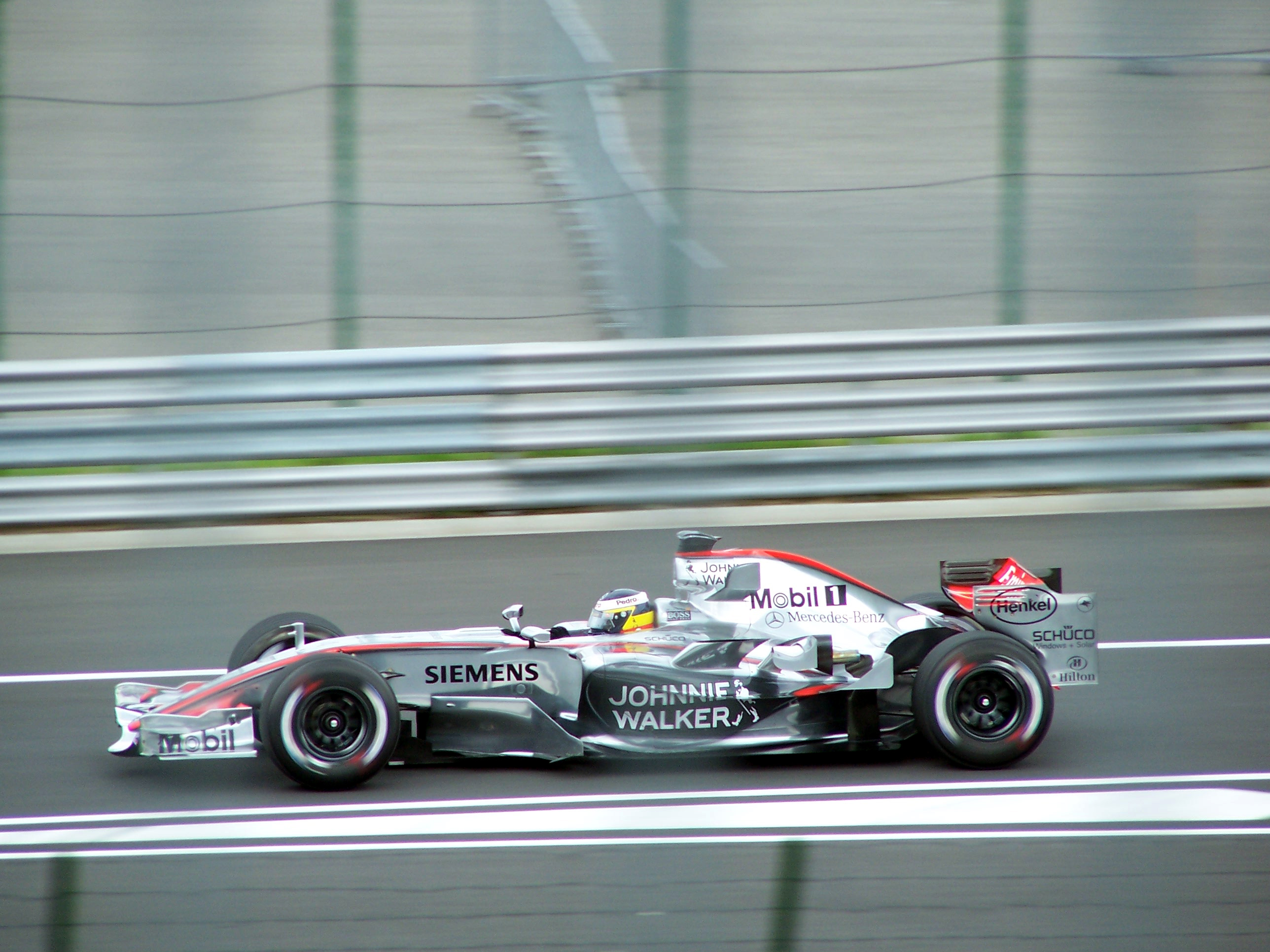
2006年ハンガリーGPにて。モントーヤの代役として走り、2位を獲得した。

2003年、マクラーレン・メルセデスのサードドライバーとして契約。
2004年にマクラーレンはコンストラクターズランキング5位となったために、2005年のレースウィーク金曜日において3台目のマシンを走らせる権利を獲得、そのため主にデ・ラ・ロサが金曜日のフリー走行に参加した。なお、第3戦バーレーンGPでは怪我で欠場したファン・パブロ・モントーヤに代わり実戦に出場し、5位入賞を果たすとともに、自身初のファステストラップを記録した。
2006年シーズン途中、モントーヤが翌年のNASCAR参戦を発表すると共に、即時のマクラーレン・メルセデスからの離脱を発表。これによりフランスGPよりデ・ラ・ロサがマクラーレンのレギュラーとして参戦する事になった。フランスGPでは7位入賞を果たし、第13戦ハンガリーGPでは2位でチェッカーを受け、F1デビューから8年目にして自身初の表彰台に立った。
2007年、マクラーレンにフェルナンド・アロンソとルイス・ハミルトンが正ドライバーとして加入。デ・ラ・ロサは再び同チームのテスト・リザーブドライバーとなった。最終戦のブラジルGPで「私の契約はあと2年ある。そして、チームにはとても満足している」と述べ、実際に2009年までテストドライバーを務めた。また、2008年からマクラーレンのカスタマーシャシーで参戦予定だったプロドライブに乗ることは2007年シーズン序盤では「有力な選択肢」であったことを証言している。

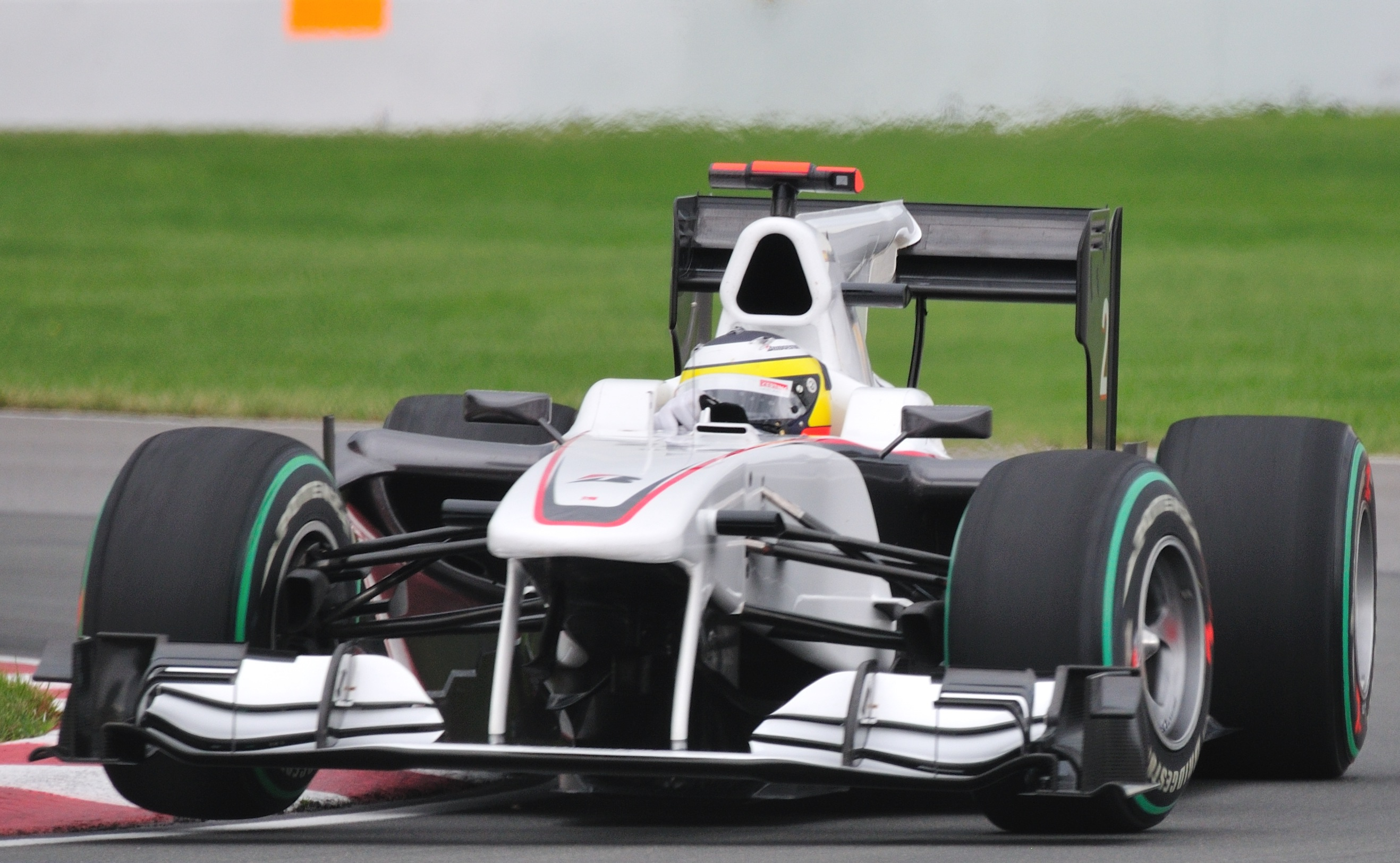
ザウバーのマシンを駆るデ・ラ・ロサ。（2010年カナダGP。）

2010年は長く在籍したマクラーレンを離れ、ザウバーのレギュラーシートを獲得。小林可夢偉のチームメイトとしてF1に参戦。開幕戦からモナコGPまでの6戦は低かったマシンの信頼性の為、完走はオーストラリアGPのみであり、マレーシアGPは決勝出走すらできなかった。しかし、チームの開発もあってトルコGPから復調をみせ、ハンガリーGPでは予選9位から堅実な走りで7位入賞を果たした。デ・ラ・ロサの入賞は2006年ブラジルGP以来、3年10カ月ぶりの入賞であった。
しかし予選では小林を上回るタイムを残すも、決勝スタートでの遅れやマシントラブルやクラッシュでポイントを逃すレースも多く、6ポイント獲得に留まり小林可夢偉の21ポイントに離された。9月14日、ザウバーはシンガポールGPより残り5戦をデ・ラ・ロサに替わってニック・ハイドフェルドの起用を発表し、レースシートを失った。
この交代についてチーム代表のペーター・ザウバーは、実質的にF1ルーキーイヤーである小林可夢偉との予選タイム比較が7勝7敗の互角であったことを解任の理由とした（ルーキーに勝てないデ・ラ・ロサの能力を疑っていた）。しかし翌年メディアに「あの交代に意味があったか？」と聞かれると「なかった」と答え、デ・ラ・ロサが遅かったのではなく可夢偉が速いだけであったことを確認する（結果的に）「正しい決断だった」とした。またデ・ラ・ロサの「可夢偉を過小評価するな」と言っていた意味がわかったと答え、デ・ラ・ロサは自分の解任を苦笑いしながら受け入れたという。
2011年3月、マクラーレンにテスト兼リザーブドライバーとして復帰。
モナコグランプリでザウバーのセルジオ・ペレスが負傷し、体調不良を訴えたため、カナダグランプリにて金曜日フリー走行2から1戦限りの代役としてザウバーに復帰した（決勝12位完走）。

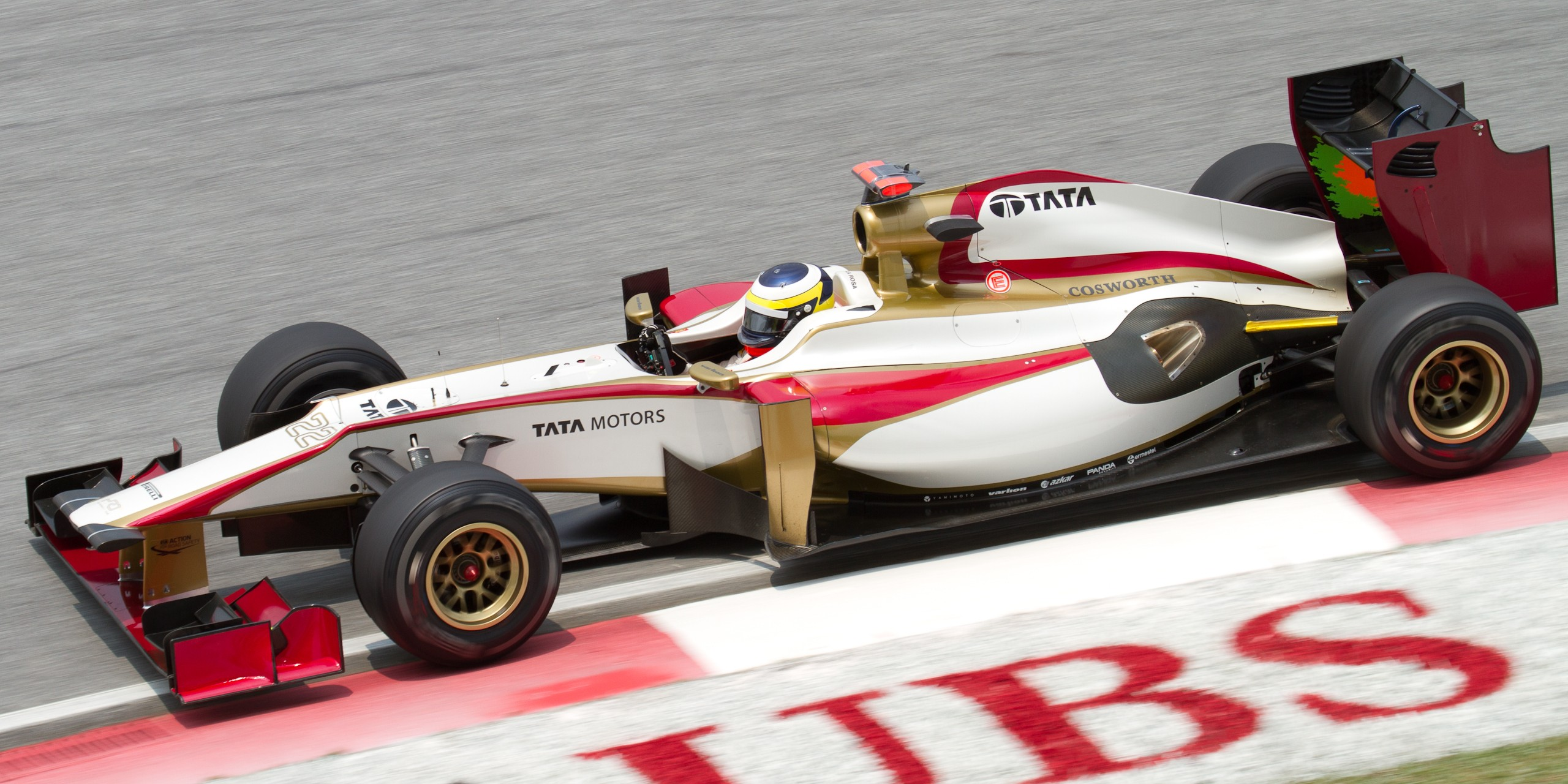
HRTのマシンを駆るデ・ラ・ロサ（2012年マレーシアGP）。

2012年はマクラーレンの契約更新を断り、母国チームのHRTより41歳にしてF1レギュラーに復帰した。テールエンダーのマシンで奮闘したが、2011年にオーナーとなったテサン・キャピタルがチームの売却先を探していたことがアメリカGP頃に明らかになるなどチーム状況は不安定であった。結局売却先は見つからず、2013年シーズンのエントリーも行われれずチームは閉鎖され、レースシートを失うことになった。
2013年、フェラーリの開発ドライバーに就任し、シミュレータでの作業を行うことになった。同時にリザーブドライバーも兼任した。

## フォーミュラE
2018-2019年シーズンに、テチーター・フォーミュラEチームのアドバイザーを務めた。

## レース以外の経歴
マクラーレンでのテストドライバーの傍ら、2005年からスペインのテレビ局テレシンコでF1解説者を務めた。レギュラーシートに復帰した2006年は一時的に離脱したが、2007年から再び解説者としてF1中継を担当した。
2011年、F1のタイヤサプライヤーとなるピレリのタイヤ開発テストドライバーとしてデ・ラ・ロサが起用された。
F1ドライバーの事実上の選手会組織であるグランプリ・ドライバーズ・アソシエーション（GPDA）では、2008年から2010年（バーレーングランプリまで）にかけて会長を務め、2012年には前任者のルーベンス・バリチェロがインディカー・シリーズ転向のためF1を離れたことから、2年ぶりに会長に復帰した。
2022年10月、アストンマーティンF1チームのアンバサダー就任が発表された。

## レース戦績

### イギリス・フォーミュラ3選手権
| 年     | チーム                       | シャシー      | エンジン    | クラス | 1      | 2      | 3       | 4      | 5       | 6        | 7       | 8       | 9      | 10      | 11     | 12     | 13      | 14      | 15       | 16       | 17     | 18    | 順位 | ポイント |
| ------ | ---------------------------- | ------------- | ----------- | ------ | ------ | ------ | ------- | ------ | ------- | -------- | ------- | ------- | ------ | ------- | ------ | ------ | ------- | ------- | -------- | -------- | ------ | ----- | ---- | -------- |
| 1993年 | ウェストサリー・レーシング   | レイナード933 | 無限・MF204 | A      | SIL 5  | THR 3  | BRH DNS | DON 3  | BRH 4   | SIL 4    | OUL 5   | DON Ret | SIL 7  |         |        |        |         |         |          |          |        |       | 7位  | 18       |
| 1993年 | ウェストサリー・レーシング   | ダラーラF393  | 無限・MF204 | A      |        |        |         |        |         |          |         |         |        | DON Ret | SNE NC | PEM 8  | SIL Ret | SIL Ret | THR 7    |          |        |       | 7位  | 18       |
| 1994年 | レーシング・フォー・スペイン | ダラーラF394  | ルノー      | A      | SIL 16 | DON 11 | BRH1 16 | BRH2 9 | SIL1 14 | SIL2 Ret | BRH Ret | THR 15  | OUL 16 | DON Ret | SIL 11 | SNE 11 | PEM1 16 | PEM2 13 | SIL1 Ret | SIL2 DNS | THR 16 | THR 8 | 19位 | 6        |

(key)

### 全日本フォーミュラ3選手権
| 年     | チーム | シャシー     | エンジン     | クラス | 1     | 2     | 3     | 4     | 5     | 6     | 7     | 8     | 9     | 10    | 順位 | ポイント |
| ------ | ------ | ------------ | ------------ | ------ | ----- | ----- | ----- | ----- | ----- | ----- | ----- | ----- | ----- | ----- | ---- | -------- |
| 1995年 | TOM's  | ダラーラF395 | トヨタ・3S-G |        | SUZ 1 | FSW C | TSU 2 | MIN 1 | SUZ 1 | TAI 1 | SUG 1 | FSW 1 | SUZ 1 | SEN 1 | 1位  | 54       |

- 太字はポールポジション、斜字はファステストラップ。(key)

### 全日本GT選手権
| 年     | チーム              | 使用車両               | クラス | 1      | 2     | 3     | 4       | 5     | 6       | 7   | 順位 | ポイント |
| ------ | ------------------- | ---------------------- | ------ | ------ | ----- | ----- | ------- | ----- | ------- | --- | ---- | -------- |
| 1996年 | TOYOTA Castrol TEAM | トヨタ・スープラ       | GT500  | SUZ 5  | FSW 2 | SEN 3 | MIN Ret | SUG 9 | MIN Ret |     | 8位  | 38       |
| 1997年 | TOYOTA Castrol TEAM | トヨタ・スープラ       | GT500  | SUZ 14 | FSW 3 | SEN 1 | FSW 2   | MIN 1 | SUG 15  |     | 1位  | 67       |
| 1998年 | NISMO               | 日産・スカイラインGT-R | GT500  | SUZ    | FSW C | SEN   | FSW     | TRM   | MIN     | SUG | NC   | 0        |

- 太字はポールポジション、斜字はファステストラップ。(key)

### フォーミュラ・ニッポン
| 年     | チーム             | シャシー       | エンジン    | 1     | 2     | 3     | 4     | 5       | 6      | 7     | 8       | 9     | 10    | 順位 | ポイント |
| ------ | ------------------ | -------------- | ----------- | ----- | ----- | ----- | ----- | ------- | ------ | ----- | ------- | ----- | ----- | ---- | -------- |
| 1996年 | SHIONOGI TEAM NOVA | ローラ・T96/51 | 無限・MF308 | SUZ 5 | MIN 7 | FSW 6 | TOK 6 | SUZ Ret | SUG 11 | FSW 6 | MIN Ret | SUZ 5 | FSW 2 | 8位  | 13       |
| 1997年 | SHIONOGI TEAM NOVA | ローラ・T97/51 | 無限・MF308 | SUZ 1 | MIN 1 | FSW 2 | SUZ 3 | SUG 1   | FSW 1  | MIN 2 | TRM 1   | FSW 2 | SUZ 1 | 1位  | 82       |

- 太字はポールポジション、斜字はファステストラップ。(key)

### F1
| 年     | チーム       | シャシー | 1       | 2       | 3       | 4       | 5       | 6       | 7       | 8       | 9       | 10      | 11      | 12      | 13      | 14      | 15      | 16      | 17      | 18     | 19     | 20     | WDC  | ポイント |
| ------ | ------------ | -------- | ------- | ------- | ------- | ------- | ------- | ------- | ------- | ------- | ------- | ------- | ------- | ------- | ------- | ------- | ------- | ------- | ------- | ------ | ------ | ------ | ---- | -------- |
| 1999年 | アロウズ     | A20      | AUS 6   | BRA Ret | SMR Ret | MON Ret | ESP 11  | CAN Ret | FRA 11  | GBR Ret | AUT Ret | GER Ret | HUN 15  | BEL Ret | ITA Ret | EUR Ret | MAL Ret | JPN 13  |         |        |        |        | 18位 | 1        |
| 2000年 | アロウズ     | A21      | AUS Ret | BRA 8   | SMR Ret | GBR Ret | ESP Ret | EUR 6   | MON DNS | CAN Ret | FRA Ret | AUT Ret | GER 6   | HUN 16  | BEL 16  | ITA Ret | USA Ret | JPN 12  | MAL Ret |        |        |        | 16位 | 2        |
| 2001年 | ジャガー     | R2       | AUS     | MAL     | BRA     | SMR     | ESP Ret | AUT Ret | MON Ret | CAN 6   | EUR Ret | FRA Ret | GBR Ret | GER Ret | HUN 11  | BEL Ret | ITA 5   | USA 12  | JPN Ret |        |        |        | 16位 | 3        |
| 2002年 | ジャガー     | R3       | AUS 8   | MAL 10  | BRA 8   | SMR Ret | ESP Ret | AUT Ret | MON 10  | CAN Ret | EUR 10  | GBR 11  | FRA 9   | GER Ret | HUN 13  | BEL Ret | ITA Ret | USA Ret | JPN Ret |        |        |        | 21位 | 0        |
| 2005年 | マクラーレン | MP4-20   | AUS TD  | MAL TD  | BHR 5   | SMR TD  | ESP TD  | MON     | EUR     | CAN TD  | USA TD  | FRA TD  | GBR TD  | GER     | HUN     | TUR TD  | ITA TD  | BEL     | BRA     | JPN TD | CHN TD |        | 20位 | 4        |
| 2006年 | マクラーレン | MP4-21   | BHR     | MAL     | AUS     | SMR     | EUR     | ESP     | MON     | GBR     | CAN     | USA     | FRA 7   | GER Ret | HUN 2   | TUR 5   | ITA Ret | CHN 5   | JPN 11  | BRA 8  |        |        | 11位 | 19       |
| 2010年 | ザウバー     | C29      | BHR Ret | AUS 12  | MAL DNS | CHN Ret | ESP Ret | MON Ret | TUR 11  | CAN Ret | EUR 12  | GBR Ret | GER 14  | HUN 7   | BEL 11  | ITA 14  | SIN     | JPN     | KOR     | BRA    | ABU    |        | 17位 | 6        |
| 2011年 | ザウバー     | C30      | AUS     | MAL     | CHN     | TUR     | ESP     | MON     | CAN 12  | EUR     | GBR     | GER     | HUN     | BEL     | ITA     | SIN     | JPN     | KOR     | IND     | ABU    | BRA    |        | 20位 | 0        |
| 2012年 | HRT          | F112     | AUS DNQ | MAL 21  | CHN 21  | BHR 20  | ESP 19  | MON Ret | CAN Ret | EUR 17  | GBR 20  | GER 21  | HUN 22  | BEL 18  | ITA 18  | SIN 17  | JPN 18  | KOR Ret | IND Ret | ABU 17 | USA 21 | BRA 17 | 25位 | 0        |

(key)